# San Juan Coyula
San Juan Coyula är en ort i Mexiko.   Den ligger i kommunen San Juan Bautista Cuicatlán och delstaten Oaxaca, i den sydöstra delen av landet, 290 km sydost om huvudstaden Mexico City. San Juan Coyula ligger 1 295 meter över havet och antalet invånare är 719.
Terrängen runt San Juan Coyula är bergig norrut, men söderut är den kuperad. Runt San Juan Coyula är det ganska glesbefolkat, med 22 invånare per kvadratkilometer. Närmaste större samhälle är San Juan Bautista Cuicatlán, 13,5 km söder om San Juan Coyula. I omgivningarna runt San Juan Coyula växer huvudsakligen savannskog.